# Canotier ramenant sa périssoire
Canotier ramenant sa périssoire est un tableau réalisé par le peintre français Gustave Caillebotte en 1878. Cette huile sur toile est une scène de genre qui représente un homme se penchant sur les bords d'un cours d'eau pour tirer vers lui sa périssoire à l'aide d'une rame. Montrée à la quatrième exposition impressionniste en 1879 à Paris, l'œuvre est aujourd'hui conservée au musée des Beaux-Arts de Virginie, à Richmond, aux États-Unis.